# Département du Logement, des Communautés et du Gouvernement local
Le département du Logement, des Communautés et du Gouvernement local (en anglais : Department for Housing, Communities and Local Government, MHCLG) est un ministère du gouvernement britannique.
Dirigé par le secrétaire d'État, il est responsable du gouvernement local en Angleterre (Local Government in England) et de la politique publique britannique.

## Historique
Le département est créé en 2001 comme service du Bureau du Cabinet dirigé par le vice-Premier ministre du Royaume-Uni (Deputy Prime Minister of the United Kingdom). En 2002, il devient un organe indépendant en absorbant les portefeuilles « Gouvernement local et des Régions » de l'ancien département des Transports, du Gouvernement local et des Régions.
Le 5 mai 2006, au cours d'un remaniement ministériel aboutissant au gouvernement Blair III, Ruth Kelly devient la première secrétaire d'État aux Communautés et au Gouvernement local (Secretary of State for Communities and Local Government) et le département est intégré au système de ministères britanniques de plein titre.
Le portefeuille du Logement lui est rajouté le 8 janvier 2018.

## Organisation

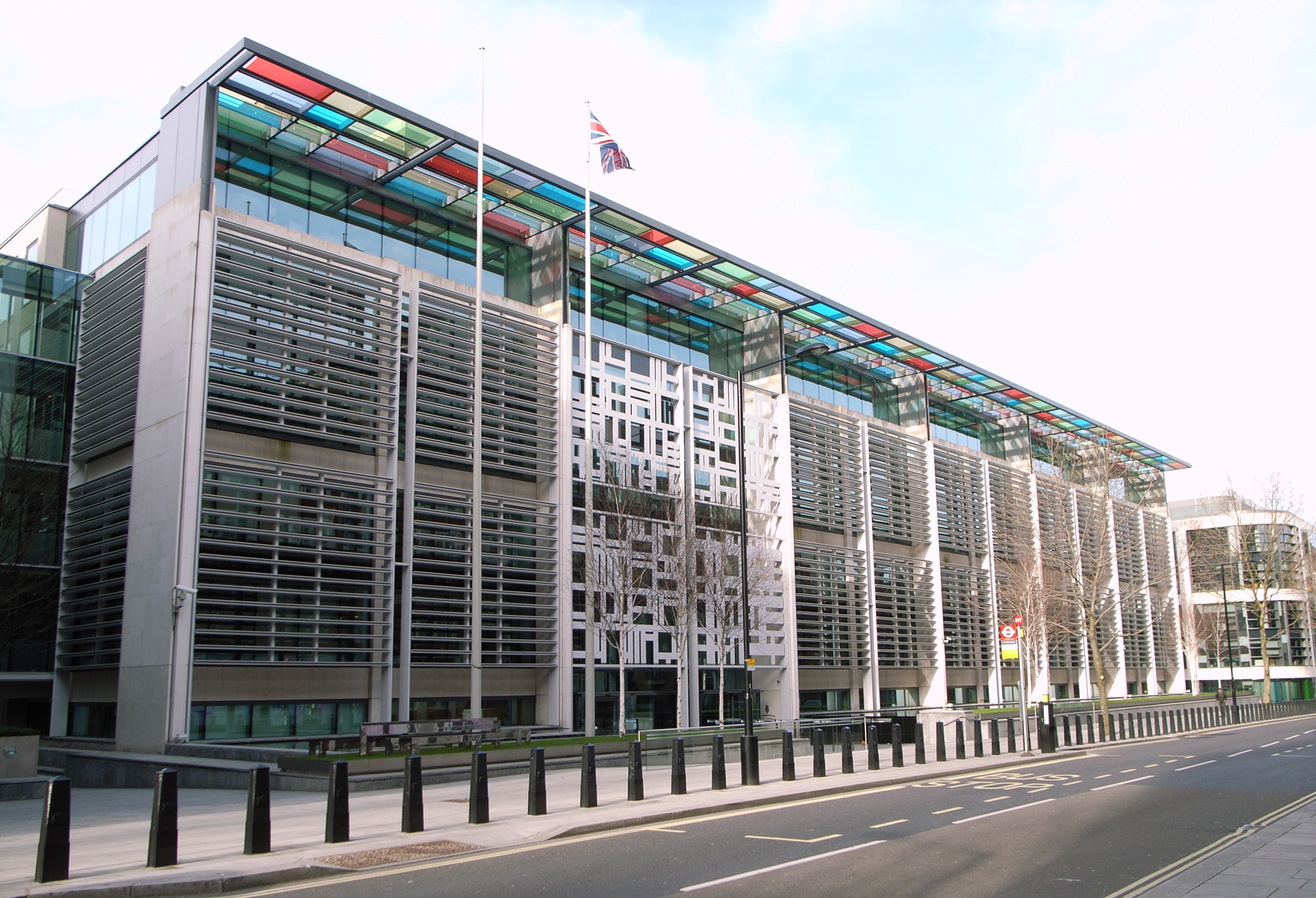
Siège du département à Londres.

Chargé du gouvernement local en Angleterre (Local Government in England) depuis mai 2006, le ministère correspond aux départements du gouvernement dévolu écossais (Scottish Government), du gouvernement de l'Assemblée galloise (Welsh Assembly Government) et de l'exécutif d'Irlande du Nord (Northern Ireland Executive), responsables respectivement des gouvernements locaux et des communautés dans leurs juridictions respectives.

## Fonctions
Le MHCLG est responsable des domaines suivants :
- la régulation des constructions
- la sécurité civile
- les services de lutte contre le feu
- les sans domicile fixe
- les logements sociaux
- le gouvernement local de l'Angleterre
- le renouvellement des quartiers
- la planification urbaine et l'urbanisme
- les régions d'Angleterre
- l'exclusion sociale
- le plan de développement durable (Sustainable Communities Plan).

Lors de sa création, il assumait également la fonction de politique communautaire de l'Home Office, qui fut dévolue à la Commission de l'Intégration et de la Cohésion (Commission on Integration and Cohesion) et est aujourd'hui assurée par le bureau des Égalités gouvernementales (Government Equalities Office).

## Organisation
- Secrétaire d'État au Logement, aux Communautés et au Gouvernement local : Angela Rayner
  - Ministre pour Londres :
- Secrétaire permanent : Jeremy Pocklington

### Liens  externes
- (en) Site officiel du ministère